# Hadi Saei
Hadi Saei (n. 10 iunie 1976, Ray, Iran) este un taekwondist ce a reprezentat Iran, medaliat olimpic. A participat la 3 ediții ale Jocurilor Olimpice (2000, 2004, 2008) în care a câștigat două medalii de aur și o medalie de bronz.